# Frank Olsen
Frank Olsen (født 20. Januar 1952 i Middelfart) er en dansk tidligere fodboldspiller og træner.

## Karriere
Frank Olsen indledte sin fodboldkarriere i Vejle BK i 1971 og selvom det kun blev til syv kampe på førsteholdet , så var han med til at vinde det danske mesterskab i både 1971 og 1972.
Fra 1974 spillede Frank Olsen i den århusianske 2. divisionsklub IHF. I 1977 skiftede han så til AGF, der netop var rykket op i den bedste række. Her spillede Frank Olsen de næste otte sæsoner. Fra 1985 til 1987 var han træner for IHF.
Imellem 1979 og 1981 spillede Frank Olsen ni kampe for A-landsholdet.
Frank Olsen var oprindeligt venstre wing, men skiftede til pladsen som venstre back.

## Titler som spiller
- Danmarksmesterskabet
  - Vinder (2): 1971 og 1972.
  - Sølv (2): 1982 og 1984.
  - Bronze (2): 1978 og 1983.